# Malta na Eurovision Song Contest
Malta se zúčastnila 37 ročníků soutěže Eurovision Song Contest, poprvé v roce 1971. Od roku 1991 země na soutěži nechyběla ani jednou. Soutěž vysílá veřejnoprávní společnost PBS. Malta soutěž ještě nikdy nevyhrála, čtyřikrát se ale umístila mezi 3 nejlepšími.
Mezi lety 1991–2005 Malta skončila mezi 10 nejlepšími v 10 ze 12 pokusů, a to včetně dvou 3. míst, která získali Mary Spiteri (1992) a Chiara (1998) a dvou 2. míst, která získali Ira Losco (2002) a Chiara (2005). Země v roce 2006 ale opět skončila poslední a nadále měla problémy získat lepší výsledek. Od té doby se mezi 10 nejlepších probojovali pouze Gianluca Bezzina (8. místo v roce 2013) a Destiny, která v roce 2021 získala 7. místo.
V letech 1971 a 1972 Malta skončila na posledním místě. V dalších letech se země obávala, že by se špatné výsledky mohly opakovat, a tak se vrátila až v roce 1975. Tehdy skončila na 12. místě, do dalšího ročníku se ale opět nezapojila, a to z důvodu vysokého zvýšení registračního poplatku. Do soutěže se vrátila po 16 letech až v roce 1991, od té doby se zúčastnila všech ročníků.

## Výsledky
| Rok                           | Interpret                               | Píseň                   | Jazyk      | Finále        | Finále        | Semifinále                  | Semifinále                  |
| Rok                           | Interpret                               | Píseň                   | Jazyk      | Pořadí        | Body          | Pořadí                      | Body                        |
| ----------------------------- | --------------------------------------- | ----------------------- | ---------- | ------------- | ------------- | --------------------------- | --------------------------- |
| 1971                          | Joe Grech                               | „Marija l-Maltija“      | maltština  | 18.           | 52            | nekonalo se                 | nekonalo se                 |
| 1972                          | Helen and Joseph                        | „L-imħabba“             | maltština  | 18.           | 48            | nekonalo se                 | nekonalo se                 |
| bez účasti v letech 1973–1974 |                                         |                         |            |               |               | nekonalo se                 | nekonalo se                 |
| 1975                          | Renato                                  | „Singing This Song“     | angličtina | 12.           | 32            | nekonalo se                 | nekonalo se                 |
| bez účasti v letech 1976–1990 |                                         |                         |            |               |               | nekonalo se                 | nekonalo se                 |
| 1991                          | Paul Giordimaina a Georgina             | „Could It Be“           | angličtina | 6.            | 106           | nekonalo se                 | nekonalo se                 |
| 1992                          | Mary Spiteri                            | „Little Child“          | angličtina | 3.            | 123           | nekonalo se                 | nekonalo se                 |
| 1993                          | William Mangion                         | „This Time“             | angličtina | 8.            | 69            | Kvalifikacija za Millstreet | Kvalifikacija za Millstreet |
| 1994                          | Moira Stafrace and Christopher Scicluna | „More than Love“        | angličtina | 5.            | 97            | nekonalo se                 | nekonalo se                 |
| 1995                          | Mike Spiteri                            | „Keep Me in Mind“       | angličtina | 10.           | 76            | nekonalo se                 | nekonalo se                 |
| 1996                          | Miriam Christine                        | „In a Woman's Heart“    | angličtina | 10.           | 68            | 4.                          | 138                         |
| 1997                          | Debbie Scerri                           | „Let Me Fly“            | angličtina | 9.            | 66            | nekonalo se                 | nekonalo se                 |
| 1998                          | Chiara                                  | „The One That I Love“   | angličtina | 3.            | 165           | nekonalo se                 | nekonalo se                 |
| 1999                          | Times Three                             | „Believe 'n Peace“      | angličtina | 15.           | 32            | nekonalo se                 | nekonalo se                 |
| 2000                          | Claudette Pace                          | „Desire“                | angličtina | 8.            | 73            | nekonalo se                 | nekonalo se                 |
| 2001                          | Fabrizio Faniello                       | „Another Summer Night“  | angličtina | 9.            | 48            | nekonalo se                 | nekonalo se                 |
| 2002                          | Ira Losco                               | „7th Wonder“            | angličtina | 2.            | 164           | nekonalo se                 | nekonalo se                 |
| 2003                          | Lynn Chircop                            | „To Dream Again“        | angličtina | 25.           | 4             | nekonalo se                 | nekonalo se                 |
| 2004                          | Julie a Ludwig                          | „On Again... Off Again“ | angličtina | 12.           | 50            | 8.                          | 74                          |
| 2005                          | Chiara                                  | „Angel“                 | angličtina | 2.            | 192           | TOP 12 z předchozího roku   | TOP 12 z předchozího roku   |
| 2006                          | Fabrizio Faniello                       | „I Do“                  | angličtina | 24.           | 1             | TOP 11 z předchozího roku   | TOP 11 z předchozího roku   |
| 2007                          | Olivia Lewis                            | „Vertigo“               | angličtina | nepostup      | nepostup      | 25.                         | 15                          |
| 2008                          | Morena                                  | „Vodka“                 | angličtina | nepostup      | nepostup      | 14.                         | 38                          |
| 2009                          | Chiara                                  | „What If We“            | angličtina | 22.           | 31            | 6.                          | 86                          |
| 2010                          | Thea Garrett                            | „My Dream“              | angličtina | nepostup      | nepostup      | 12.                         | 45                          |
| 2011                          | Glen Vella                              | „One Life“              | angličtina | nepostup      | nepostup      | 11.                         | 54                          |
| 2012                          | Kurt Calleja                            | „This Is the Night“     | angličtina | 21.           | 41            | 7.                          | 70                          |
| 2013                          | Gianluca                                | „Tomorrow“              | angličtina | 8.            | 120           | 4.                          | 118                         |
| 2014                          | Firelight                               | „Coming Home“           | angličtina | 23.           | 32            | 9.                          | 63                          |
| 2015                          | Amber                                   | „Warrior“               | angličtina | nepostup      | nepostup      | 11.                         | 43                          |
| 2016                          | Ira Losco                               | „Walk on Water“         | angličtina | 12.           | 153           | 3.                          | 209                         |
| 2017                          | Claudia Faniello                        | „Breathlessly“          | angličtina | nepostup      | nepostup      | 16.                         | 55                          |
| 2018                          | Christabelle                            | „Taboo“                 | angličtina | nepostup      | nepostup      | 13.                         | 101                         |
| 2019                          | Michela                                 | „Chameleon“             | angličtina | 14.           | 107           | 8.                          | 157                         |
| 2020                          | Destiny                                 | „All of My Love“        | angličtina | ročník zrušen | ročník zrušen | ročník zrušen               | ročník zrušen               |
| 2021                          | Destiny                                 | „Je me casse“           | angličtina | 7.            | 255           | 1.                          | 325                         |
| 2022                          | Emma Muscat                             | „I Am What I Am“        | angličtina | nepostup      | nepostup      | 16.                         | 47                          |
| 2023                          | The Busker                              | „Dance (Our Own Party)“ | angličtina | nepostup      | nepostup      | 15.                         | 3                           |
| 2024                          | Sarah Bonnici                           | „Loop“                  | angličtina | nepostup      | nepostup      | 16.                         | 13                          |
| 2025                          | Miriana Conte                           | „Serving“               | angličtina | 17.           | 91            | 9.                          | 53                          |

| Legenda | Legenda                              |
| ------- | ------------------------------------ |
| 1       | 1. místo                             |
| 2       | 2. místo                             |
| 3       | 3. místo                             |
| ◁       | poslední místo                       |
| X       | interpret vybrán, ale nezúčastnil se |

## Galerie

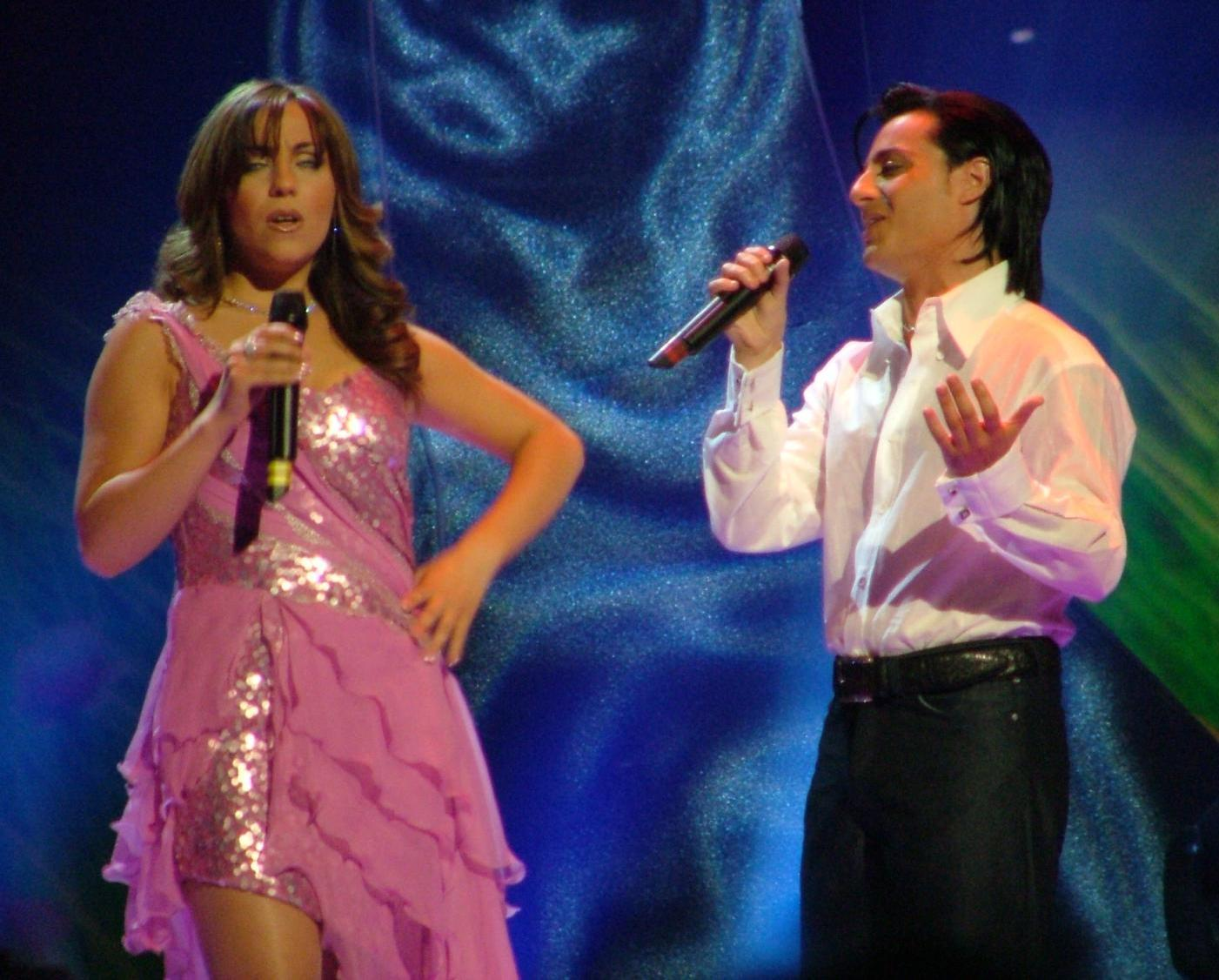
Julie and Ludwig v Istanbulu (2004)
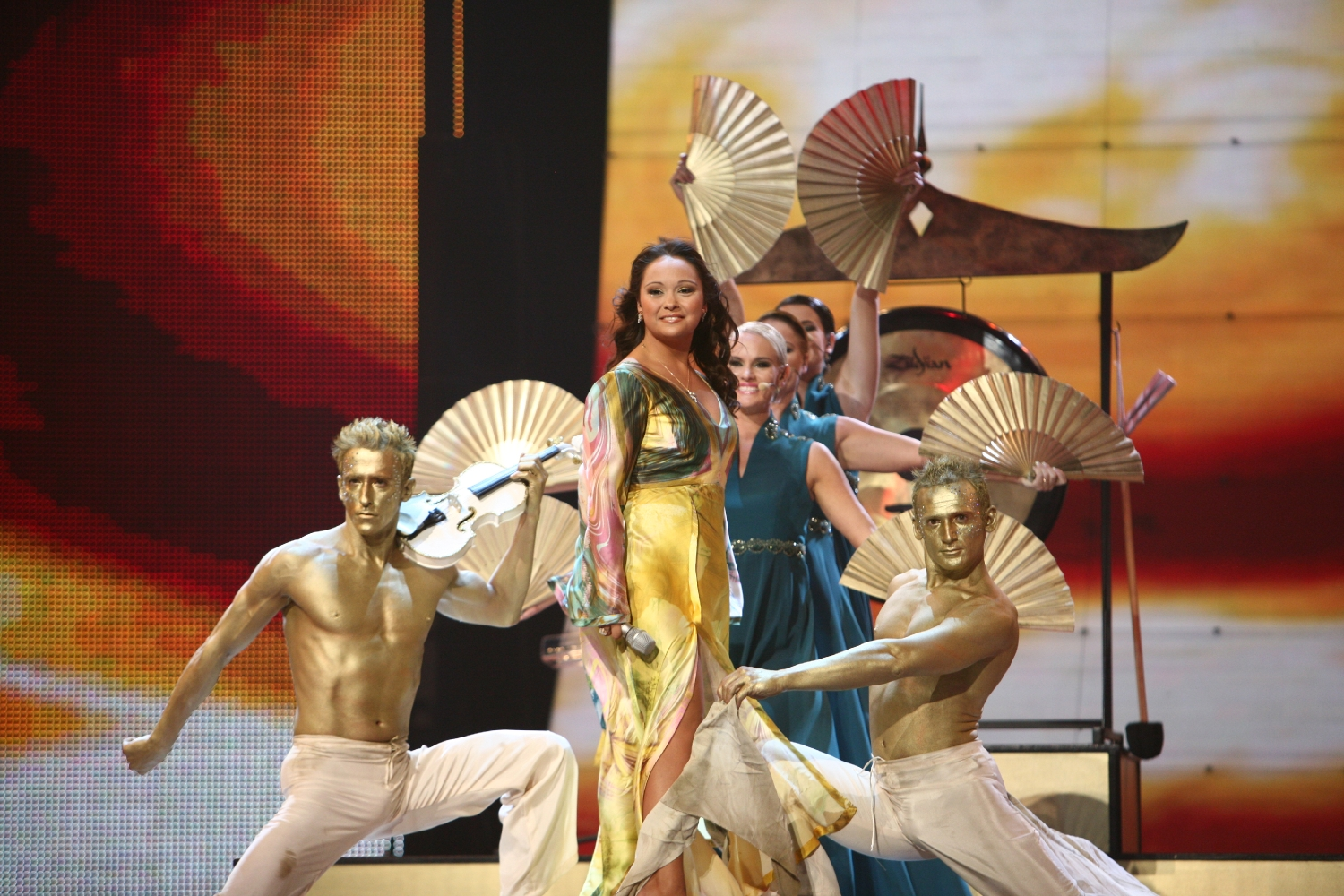
Olivia Lewis v Helsinkách (2007)
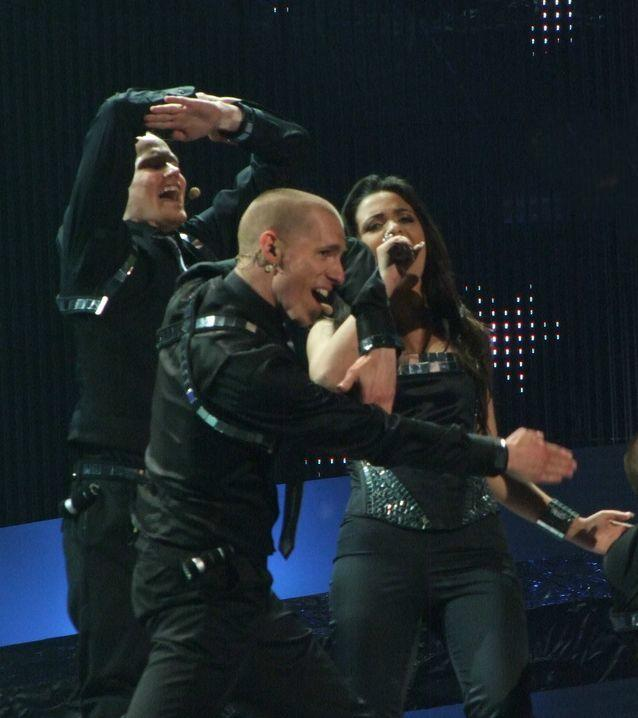
Morena v Bělehradu (2008)
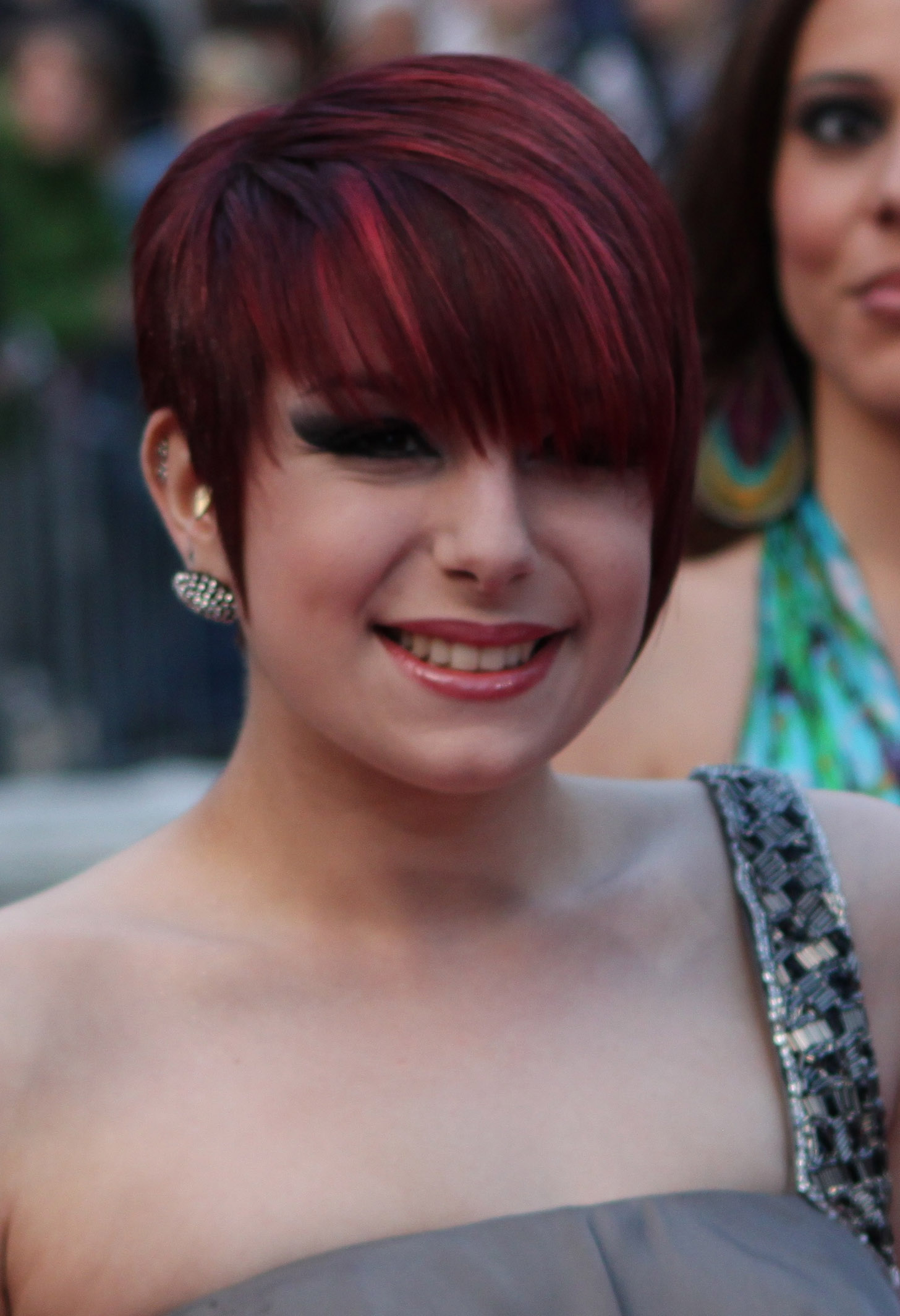
Thea Garrett v Oslu (2010)
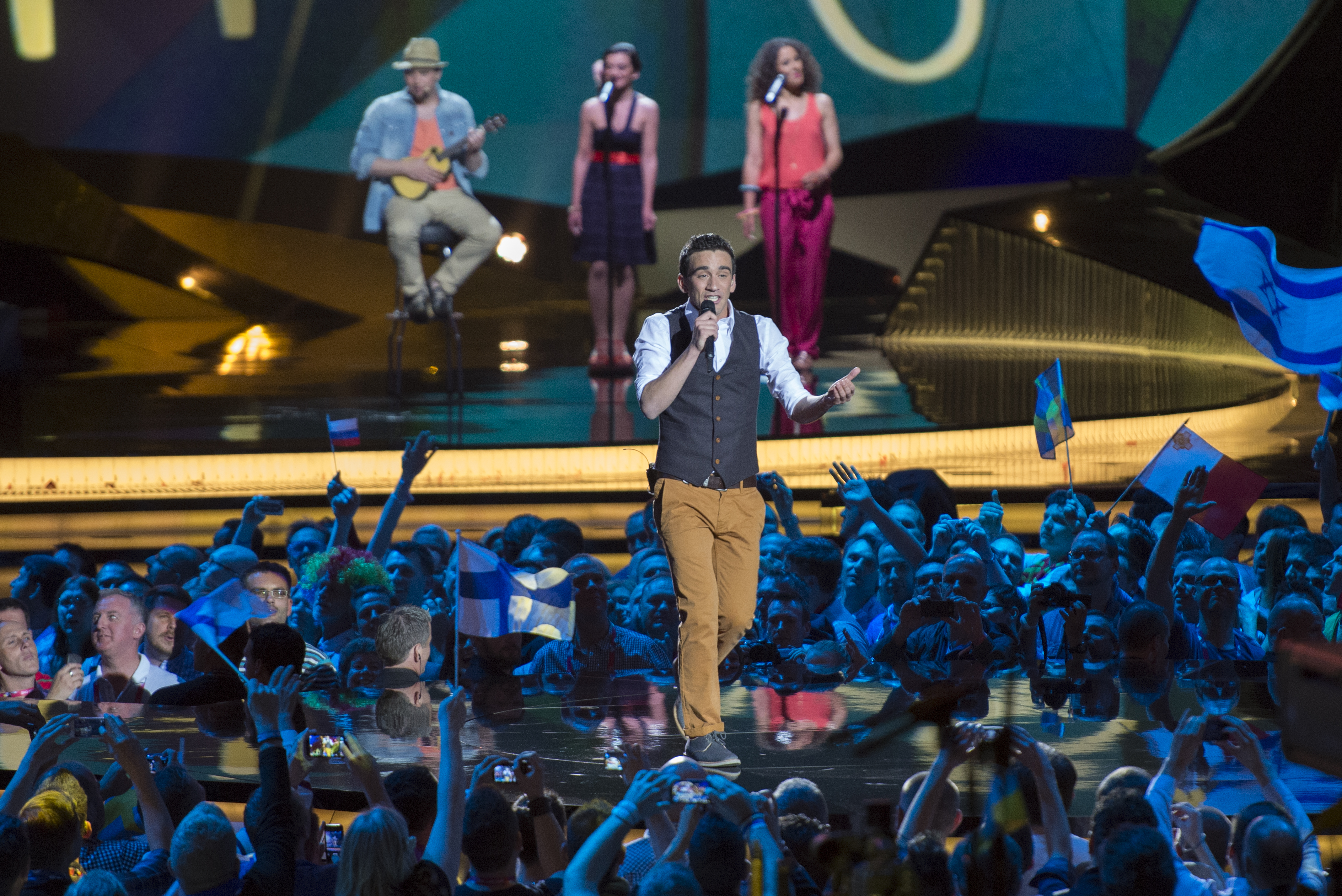
Gianluca Bezzina v Malmö (2013)
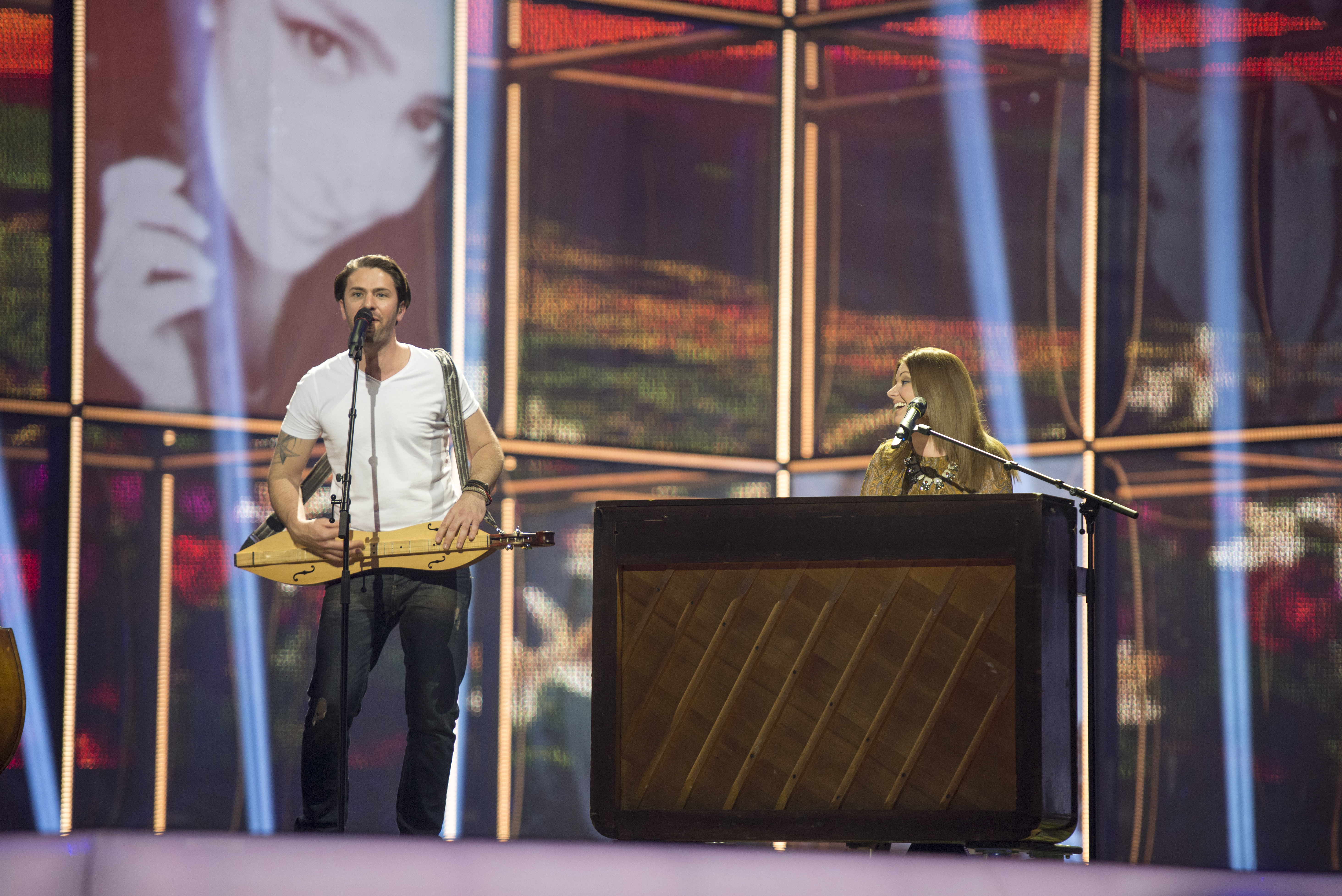
Firelight v Kodani (2014)
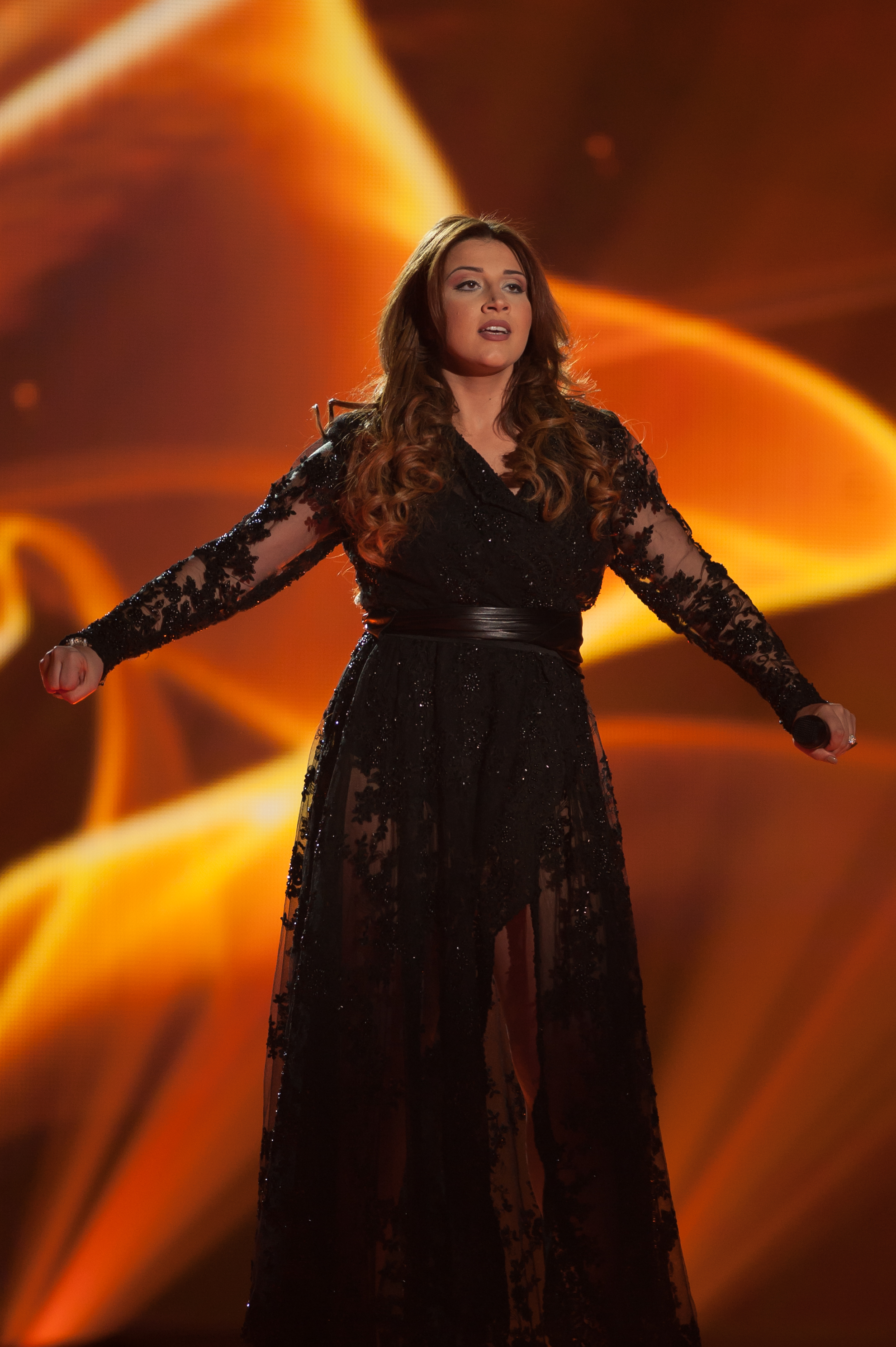
Amber ve Vídni (2015)
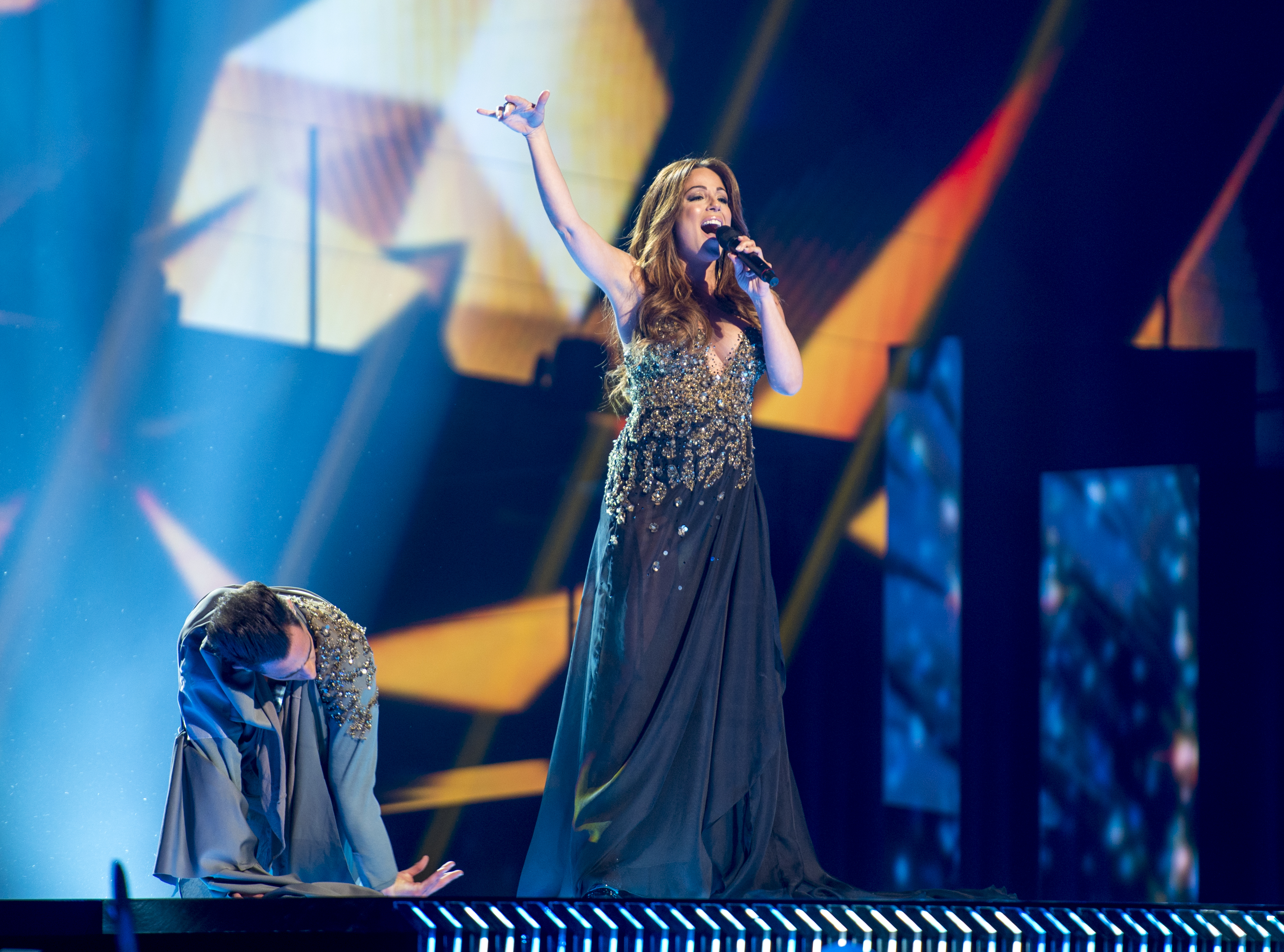
Ira Losco ve Stockholmu (2016)
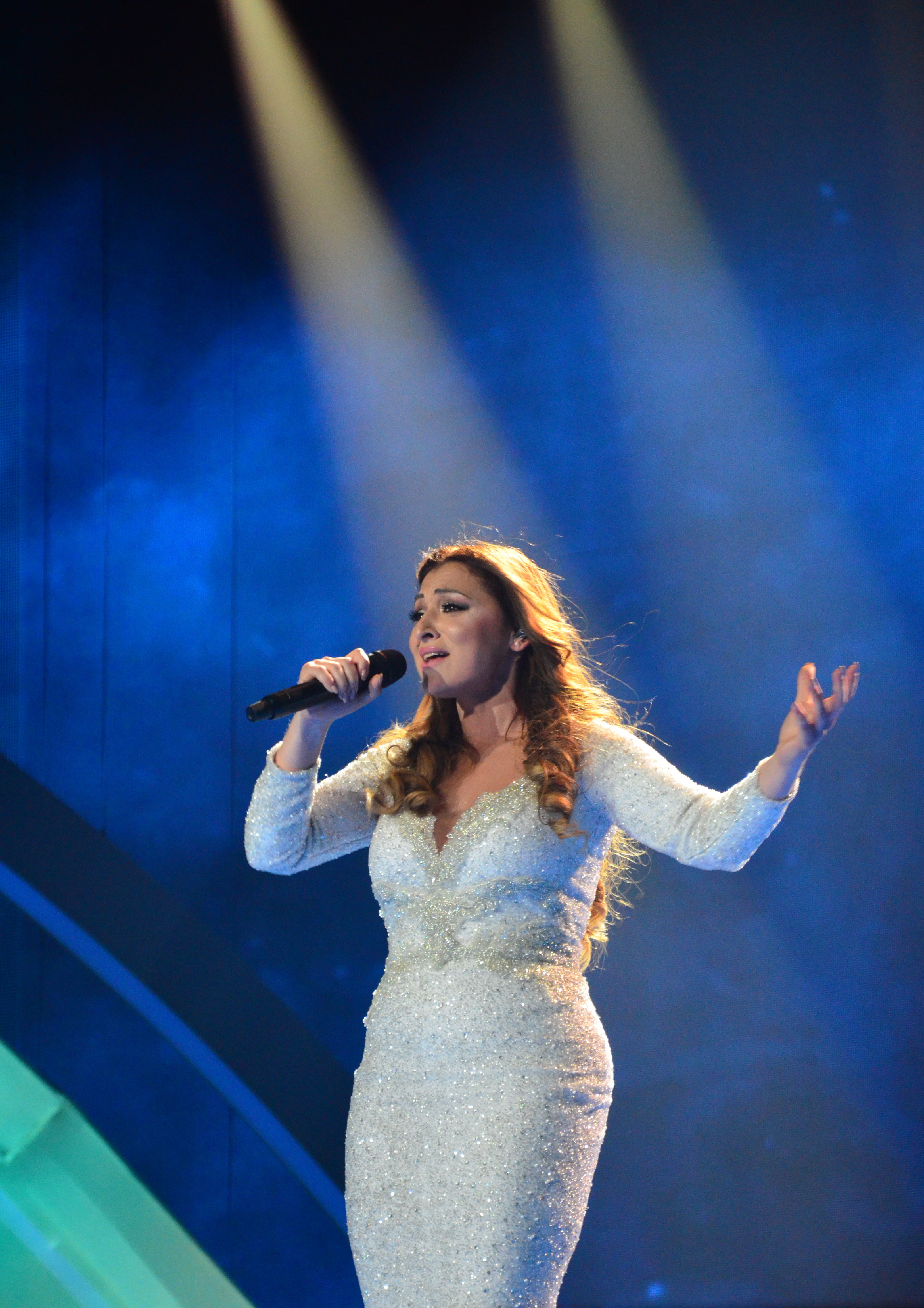
Claudia Faniello v Kyjevě (2017)
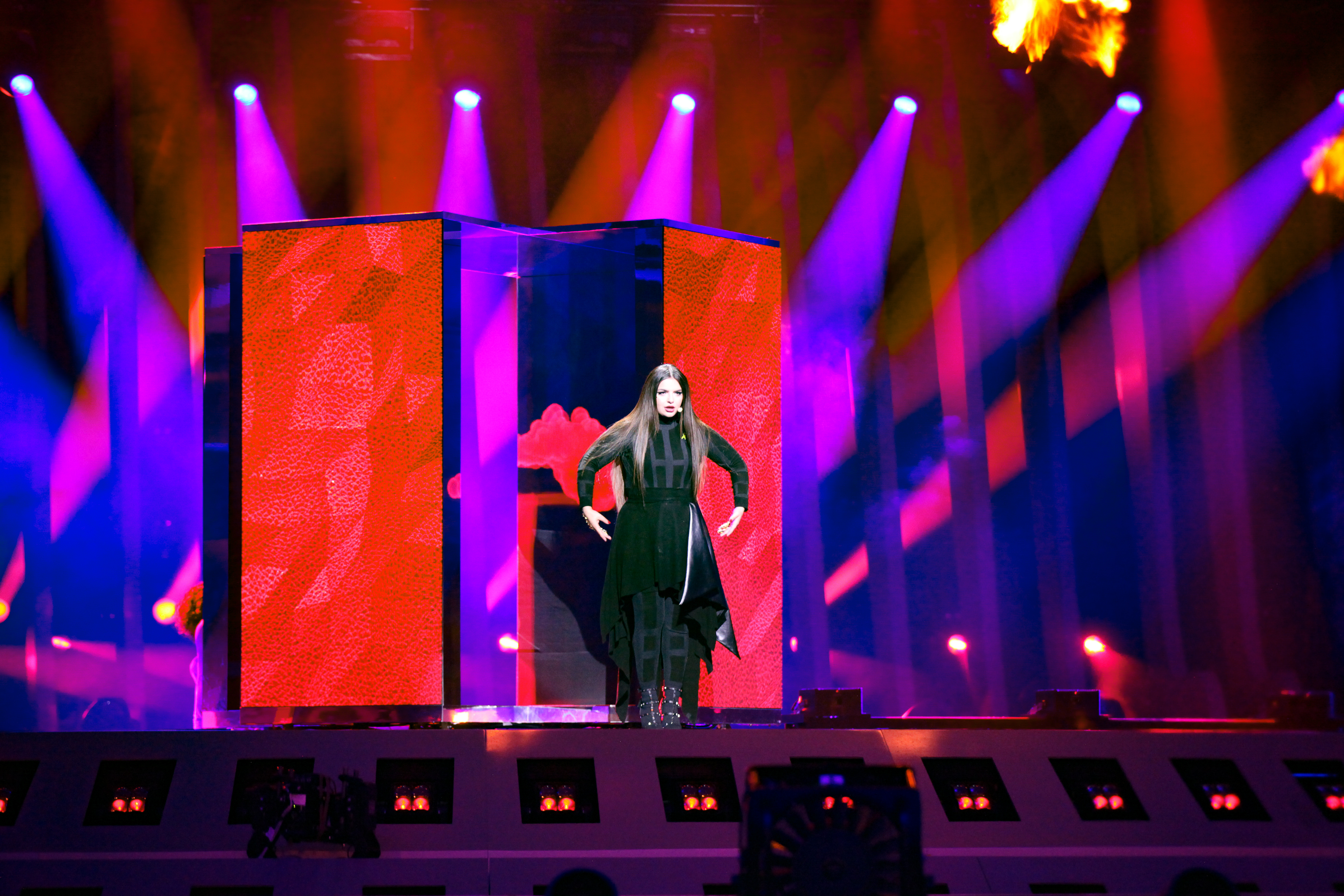
Christabelle v Lisabonu (2018)
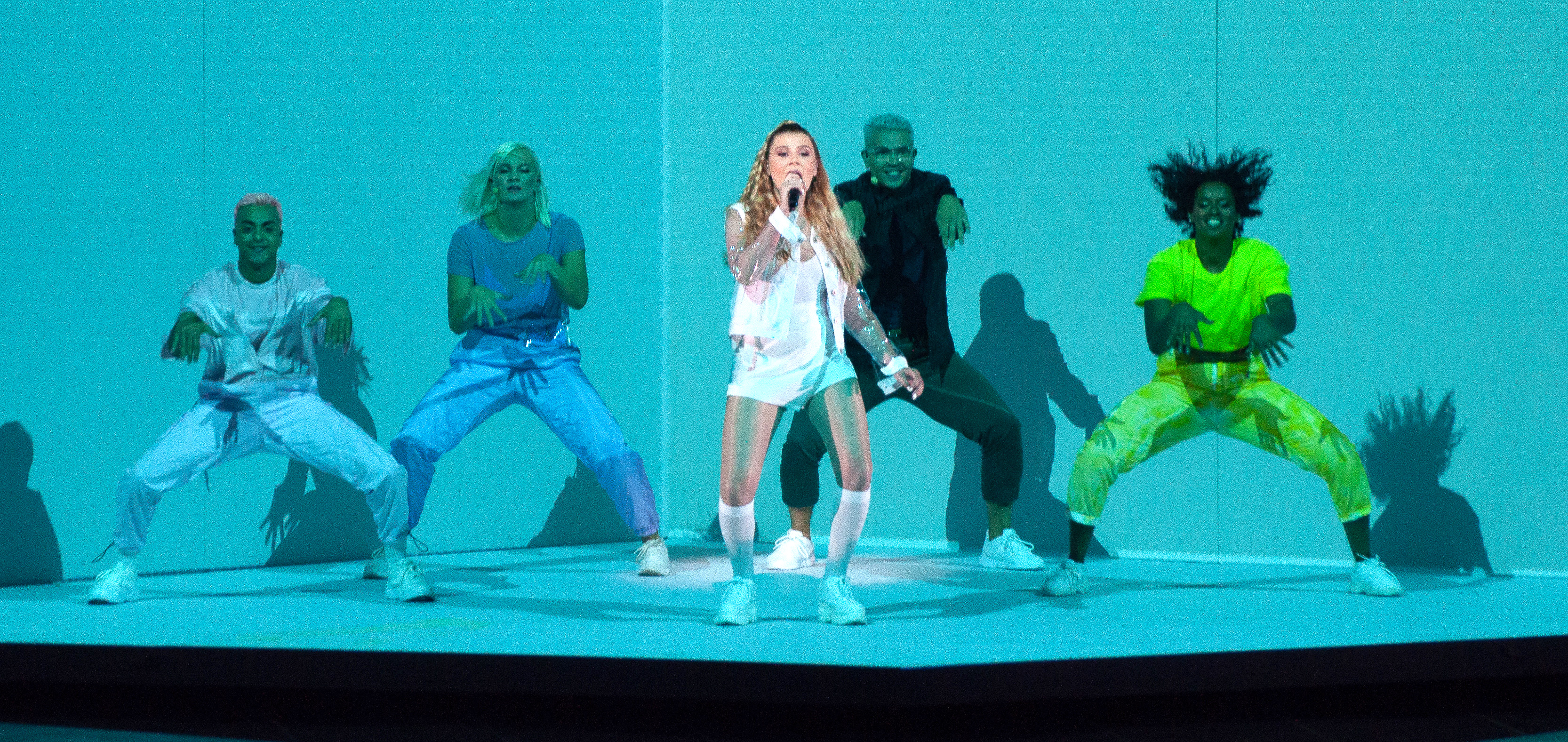
Michela Pace v Tel Avivu (2019)
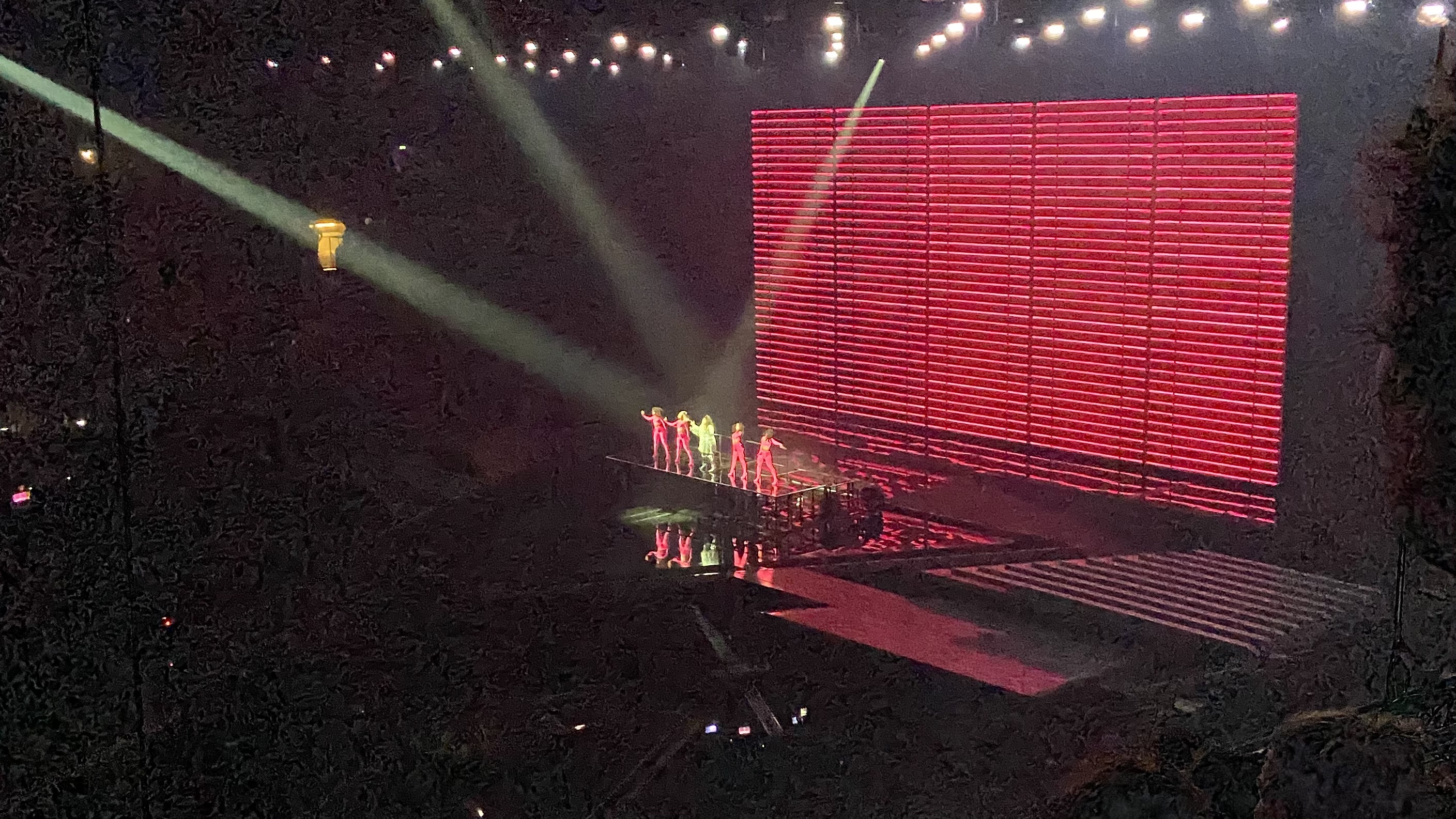
Destiny v Rotterdamu (2021)
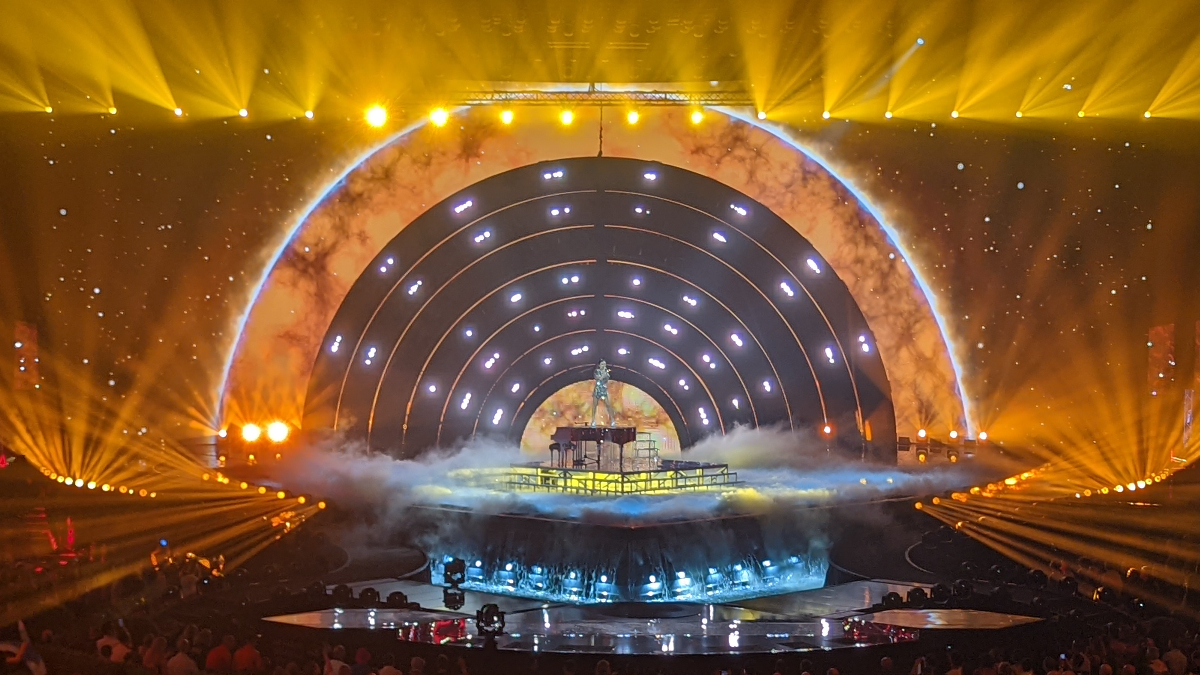
Emma Muscat v Turíně (2022)
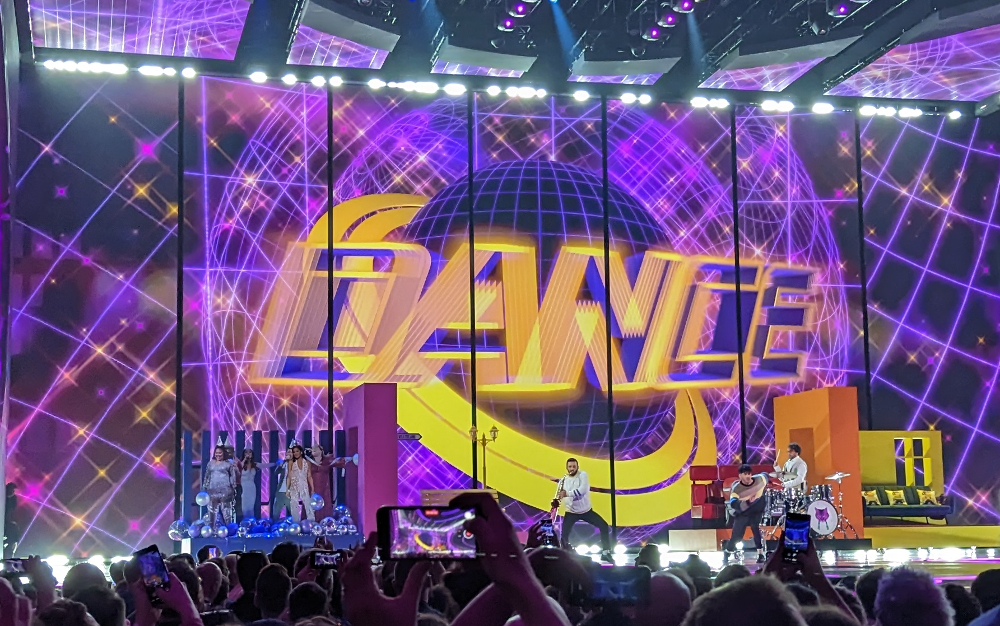
The Busker v Liverpoolu (2023)
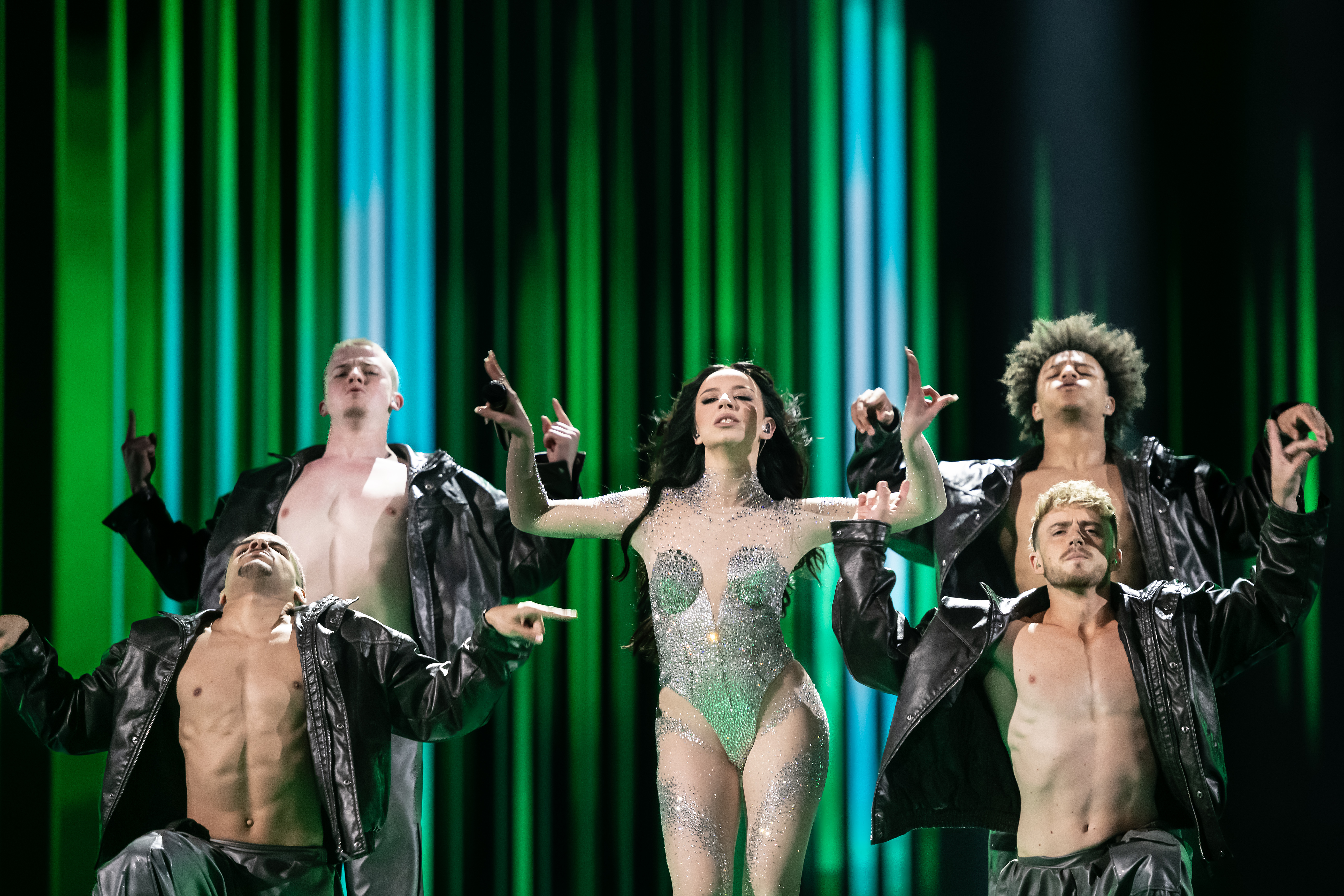
Sarah Bonnici v Malmö (2024)
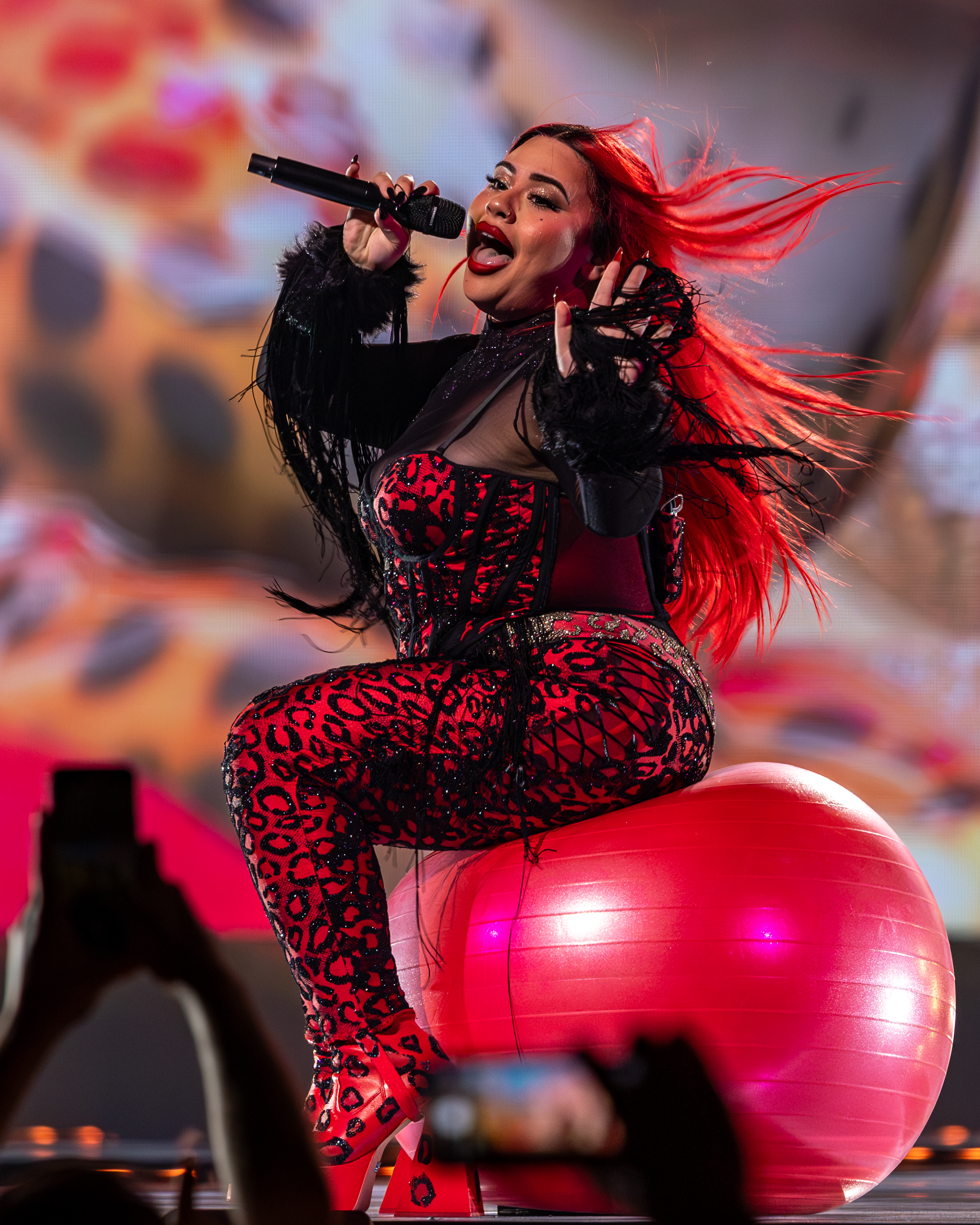
Miriana Conte v Basileji (2025)